# Savignac-de-l'Isle
Savignac-de-l'Isle è un comune francese di 518 abitanti situato nel dipartimento della Gironda nella regione della Nuova Aquitania.

## Società

### Evoluzione demografica
Abitanti censiti